# Ebbets Field
Ebbets Field – nieistniejący stadion baseballowy w Nowym Jorku, na którym swoje mecze rozgrywał głównie zespół Brooklyn Dodgers. Arena Meczu Gwiazd w 1949 roku.
Budowę obiektu rozpoczęto 14 marca 1912 z inicjatywy właściciela klubu Brooklyn Dodgers Charlesa Ebbetsa, a do użytku oddano go rok później. Początkowo posiadał pojemność 23 000 miejsc. Pierwszy mecz na Ebbets Field miał miejsce 9 kwietnia 1913, a przeciwnikiem Dodgers był zespół Philadelphia Phillies. 15 czerwca 1938 odbył się pierwszy mecz przy sztucznym oświetleniu. Przegrane 0–6 spotkanie z Cincinnati Reds obejrzało 38 748 widzów, a miotacz drużyny gości Johnny Vander Meer został pierwszym zawodnikiem w historii MLB, który zanotował no-hittera w swoim drugim starcie z rzędu.
26 sierpnia 1939 ze stadionu Ebbets Field po raz pierwszy przeprowadzono transmisję z meczu Major League Baseball, którą obejrzało 3000 telewidzów. W połowie lat 50. XX wieku ze względu na małą pojemność i ograniczoną liczbę miejsc parkingowych, właściciel Dodgers Walter O’Malley przedstawił plan budowy nowego obiektu, jednak sprzeciw wyraził główny budowniczy Nowego Jorku Robert Moses. W efekcie w 1956 roku O’Malley sprzedał ziemię, na którym znajdował się stadion deweloperom i postanowił przenieść siedzibę klubu do Los Angeles. Ostatni mecz na Ebbets Field miał miejsce 24 września 1957, a w 1960 obiekt został zburzony.